# Supraphorura
Supraphorura är ett släkte av urinsekter. Supraphorura ingår i familjen blekhoppstjärtar.
Släktet innehåller bara arten Supraphorura furcifer.